# پالنا (شیلی)
پالنا (به اسپانیایی: Palena) یک شهرستان در شیلی است که در Palena Province واقع شده‌است. پالنا ۲٬۷۶۳٫۷ کیلومتر مربع مساحت و ۱٬۷۷۳ نفر جمعیت دارد و ۳۵۳ متر بالاتر از سطح دریا واقع شده‌است.